# Valle de Qadisha
Uadi o Ouadi Qadisha (en español Valle del Qadisha), también conocido como Valle Santo es un valle del Líbano declarado Patrimonio de la Humanidad por la Unesco en 1998. En él abundan monasterios cristianos maronitas únicos en Oriente Medio.

## Monasterios cristianos
El Uadi Qadisha es el sitio donde se sitúan algunas de las comunidades monásticas más antiguas de Oriente Próximo. Las cuevas naturales del valle, que estaban dispersas y eran de difícil acceso, proporcionaban a los monjes y eremitas las condiciones de aislamiento suficientes para vivir la devoción, soledad y contemplación cristiana. Muchas de las cuevas e irregularidades en los precipicios eran adaptadas como viviendas o celdas individuales y capillas, y los monasterios y otros edificios fueron posteriormente excavados en las caras de los precipicios del valle. Algunos tienen frescos en su interior o fachadas labradas en piedra. Junto a las cuevas, se construían terrazas para que los eremitas cultivaran cereales, vides u olivos.  
Si bien hay numerosos monasterios en el valle, hay varios complejos monásticos principales:
- Monasterio de Nuestra Señora de Qannubin
- Monasterio de San Antonio de Qozhaya
- Monasterio de Nuestra Señora de Hawqa
- Monasterio de Mar Sarkis
- Monasterio de Mar Lishaa